# Grey-Sud
Pour les articles homonymes, voir Grey.
Grey-Sud fut une circonscription électorale fédérale de l'Ontario, représentée de 1867 à 1917.
C'est l'Acte de l'Amérique du Nord britannique de 1867 qui divisa le comté de Grey en deux dristricts électoraux, Grey-Nord et Grey-Sud. Abolie en 1914, elle fut fusionnée à la circonscription de Grey-Sud-Est.

## Géographie
En 1867, la circonscription de Grey-Nord comprenait:
- Les cantons de Bentinck, Glenelg, Artemesia, Osprey, Normanby, Egremont, Proton et Melancthon

En 1872, les cantons d'Artamesia, Osprey, Proton et Melancthon furent transférés à la circonscription de Grey-Est.

## Députés
1. 1867-1872 — George Jackson, CON
2. 1872-1878 — George Landerkin, PLC
3. 1878-1882 — George Jackson, L-C (2)
4. 1882-1900 — George Landerkin, PLC (2)
5. 1900-1904 — Matthew Richardson, L-C
6. 1904-1911 — Henry Morton Miller, PLC
7. 1911-1917 — Robert James Ball, CON

- CON = Parti conservateur du Canada (ancien)
- L-C = Parti libéral-conservateur
- PLC = Parti libéral du Canada